# Georg von Hatzfeld (Domdechant)
Georg von Hatzfeld (* um 1493; † 2. Januar 1562) war Domdechant in Münster und Domherr in Münster und Osnabrück.

## Leben

### Herkunft und Familie
Georg von Hatzfeld entstammte dem edelfreien Geschlecht von Hatzfeld, das aus dem oberen Lahngau kam und dessen Name sich von dem Stammhaus Hatzfeld ableitete. Zahlreiche namhafte Persönlichkeiten sind daraus hervorgegangen. Er war der Sohn des Johann von Hatzfeld zu Wildenburg († 1505) und dessen Gemahlin Maria von Nesselrode zu Ehreshoven († 1523). Seine Neffen Sebastian, Wilhelm und Heinrich waren Domherren in Münster, Paderborn und Mainz.

### Wirken
Als Domherr zu Münster ist er am 28. Juni 1513 erstmals nachweisbar. Im Jahre 1553 erhielt er die Dompräbende des Dompropstes Philipp von Hoerde, der 1510 verstarb. Im Januar 1530 wurde er Domherr zu Osnabrück. Er bekleidete auch das Amt des Dombursars und gehörte am 24. November 1537 zu den Abgeordneten des münsterschen Landtags. Der Bischof Franz von Waldeck bestätigte am 6. März 1548 die Wahl Georgs zum Domdechanten. 1554 verzichtete er aus gesundheitlichen Gründen auf dieses Amt, wurde allerdings erneut vom Domkapitel zum Domdechanten gewählt.
Am 20. Dezember 1561 machte er sein Testament, in dem er seinen Wunsch nach Beisetzung im Dom zu Münster neben dem Grab des Domdechanten Hermann von Langen festlegte. Er bedachte zahlreiche Einrichtungen und Personen mit Geldzuwendungen.

### Sonstiges
Georg hatte mit Elsa Boemhover in einem Konkubinat gelebt, aus dem die Kinder Appolonia (1520–1594, ⚭ mit Christian Lennepp, Gograf) und Georg († 1578 an der Pest, Kartäusermönch und Prior) hervorgegangen sind. Auch sie wurden im Testament reichlich mit Zuwendungen bedacht.